# Kołczyn
Kołczyn es un pueblo ubicado en la gmina Rokitno, distrito de Biała Podlaska, voivodato de Lublin, Polonia.

## Superficie
Cuenta con una superficie de 8,330 kilómetros cuadrados.

## Demografía
Hasta 2011 la población era de 180 habitantes, con una densidad de población de 21,61 habitantes por kilómetro cuadrado. Estaba conformada por 88 hombres (48,9%) y 92 mujeres (51,1%), según el censo de la Oficina Central de Estadística.